# Qarah Dīv
Qarah Dīv (persiska: قره دیو) är en ort i Iran.   Den ligger i provinsen Östazarbaijan, i den nordvästra delen av landet, 500 km väster om huvudstaden Teheran. Qarah Dīv ligger 1 903 meter över havet och antalet invånare är 298.
Terrängen runt Qarah Dīv är kuperad västerut, men österut är den platt. Runt Qarah Dīv är det ganska glesbefolkat, med 22 invånare per kvadratkilometer. Närmaste större samhälle är Kharājū, 19,9 km söder om Qarah Dīv. Trakten runt Qarah Dīv består i huvudsak av gräsmarker.